# Controilluminazione

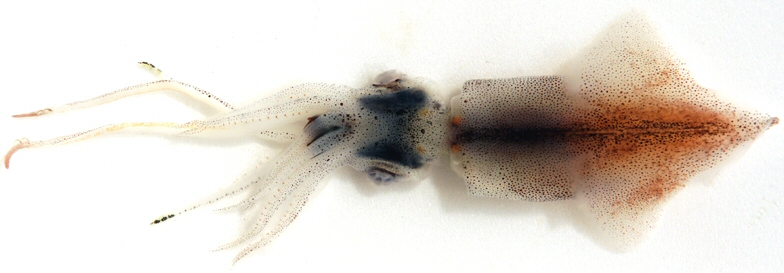
Watasenia scintillans, il calamaro lucciola, usa la bioluminescenza per illuminare il suo lato inferiore in modo da eguagliare la luminosità della superficie marina soprastante

La controilluminazione è un metodo di camuffamento nel quale un animale (o eventualmente un veicolo militare) produce luce per eguagliare uno sfondo illuminato, come la superficie dell'oceano o il cielo. Differisce dalla contrombreggiatura che utilizza soltanto pigmento, come la pittura di un veicolo o la melanina nella pelle di un animale, per assumere l'apparenza delle ombre. Aggiungendo la giusta quantità di luce attraverso la bioluminescenza o lampade controllate elettronicamente, la controilluminazione può nel migliore dei casi eguagliare esattamente la luminosità dello sfondo, fornendo un camuffamento di gran lunga più efficace di quanto possa fare la contrombreggiatura. Poiché la controilluminazione consente di regolare l'intensità della luce generata, il camuffamento può essere adattato attivamente (camuffamento attivo) a condizioni di illuminazione e a sfondi di tipo variabile.
La controilluminazione è uno dei metodi dominanti del camuffamento tra gli organismi marini, insieme alla trasparenza e all'argentatura. Tutti e tre i metodi consentono agli animali in mare aperto di assomigliare al loro ambiente.

## Principio
Tra gli organismi marini, il camuffamento mediante controilluminazione avviene quando la luce bioluminescente dalla superficie ventrale dell'organismo è uguagliata dalla luce che si irradia dall'ambiente. La  bioluminescenza si usa per oscurare la sagoma dell'organismo prodotta dalla luce che scende verso il basso. Alcuni cefalopodi, crostacei decapodi e pesci mesopelagici utilizzano questa forma di camuffamento.
La bioluminescenza usata per la controilluminazione può essere o autogena (prodotta dall'animale stesso) o batteriogena (prodotta da simbionti batterici). Un esempio classico di batterio luminescente è il saprofita Aliivibrio fischeri.
Ridurre la sagoma dell'organismo è in primo luogo una difesa contro i predatori per gli organismi mesopelagici. La riduzione del profilo rispetto alla luce fortemente direzionale che scende verso il basso è importante in quanto non c'è riparo nel mesopelagico, e la predazione avviene dal basso.

## Esempi della strategia
Molte specie che vivono nella zona mesopelagica dell'oceano utilizzano questa alternativa alla contrombreggiatura. Per queste specie marine, la controilluminazione è più utile quando i livelli di luce ambientale sono bassi, lasciando la luce che scende dall'alto verso il basso come unica sorgente luminosa.
Di notte, gli organismi notturni eguagliano la lunghezza d'onda e l'intensità della luce dei loro fotofori a quella della luce lunare che scende in basso e la dirigono verso il basso mentre nuotano, per aiutarli a restare invisibili a qualunque osservatore sottostante. È stato mostrato che questa strategia riduce significativamente la predazione tra gli individui che la adottano rispetto a quelli che non lo fanno nella specie ittica Porichthys notatus, il pesce cadetto.
Oltre alla sua efficacia come meccanismo per sfuggire ai predatori, la controilluminazione serve anche come strumento essenziale per i predatori stessi. Alcune specie di squalo, come l'Etmopterus spinax abissale, usano la controilluminazione per rimanere nascosti alla loro preda. Un altro esempio sarebbe il calamaro gigante delle Hawaii, che usa anch'esso la controilluminazione come mezzo di predazione.
Altri esempi studiati a fondo comprendono lo squalo tagliatore, il pesce accetta e il calamaro gigante delle Hawaii. Più del 10% delle specie di squalo possono essere bioluminescenti, benché alcune come gli squali lanterna possano utilizzare la luce sia per le segnalazioni che per il camuffamento.

## Applicazioni militari

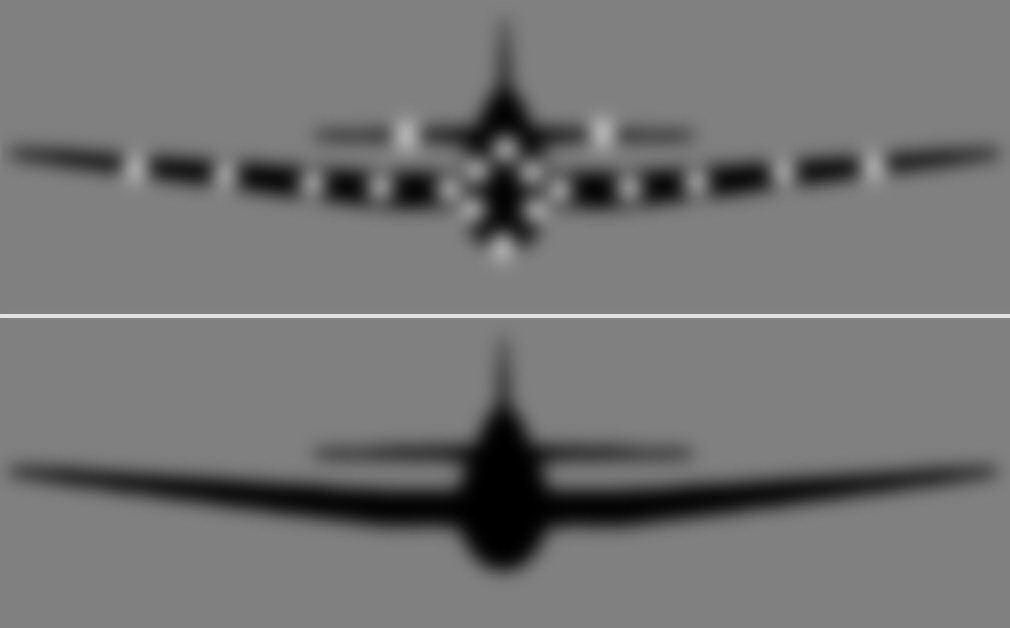
Le luci Yehudi sul Grumman TBM Avenger innalzavano la luminosità media dell'aereo da quella di una forma scura a una uguale a quella del cielo.

La controilluminazione è stata usata raramente per fini militari. Il "camuffamento con illuminazione diffusa", in cui la luce era proiettata sulle fiancate delle navi per eguagliare il debole bagliore del cielo notturno, fu sperimentato dal Consiglio Nazionale delle Ricerche del Canada durante la Seconda guerra mondiale. Il concetto canadese fu sperimentato in aeromobili americani, compresi i B-24 Liberator e i TBM Avenger nel progetto delle luci Yehudi, usando lampade a puntamento anteriore regolate automaticamente per uguagliare la luminosità del cielo.
Il camuffamento attivo potrebbe in teoria sfruttare la controilluminazione sia nel visibile che in altre parti dello spettro elettromagnetico. Il prototipo Adaptiv della BAE Systems prevede l'uso di tecnologia di camuffamento all'infrarosso con circa 1.000 pannelli riscaldati e raffreddati rapidamente per coprire le fiancate di un veicolo corazzato, che realizza il criptismo eguagliando lo sfondo, o il mimetismo raffigurando un oggetto come un'auto quando si vede all'infrarosso.